# Calexico (gruppo musicale)
I Calexico sono un gruppo formatosi a Tucson in Arizona nel 1996. Il loro genere è un'originale fusione di sonorità Tex-Mex con la musica Mariachi, il jazz e la psichedelia.
Il loro stile comprende le più varie influenze: folk, country, tex-mex, blues, musica latina, canzone d'autore, indie. I loro brani, spesso solo strumentali, sono generalmente bozzetti musicali dalla breve durata.
I due componenti fondatori, Joey Burns e John Convertino, avevano precedentemente costituito la sezione ritmica dei Giant Sand, gruppo rock di Tucson guidato dal cantante/chitarrista Howe Gelb.

## Storia

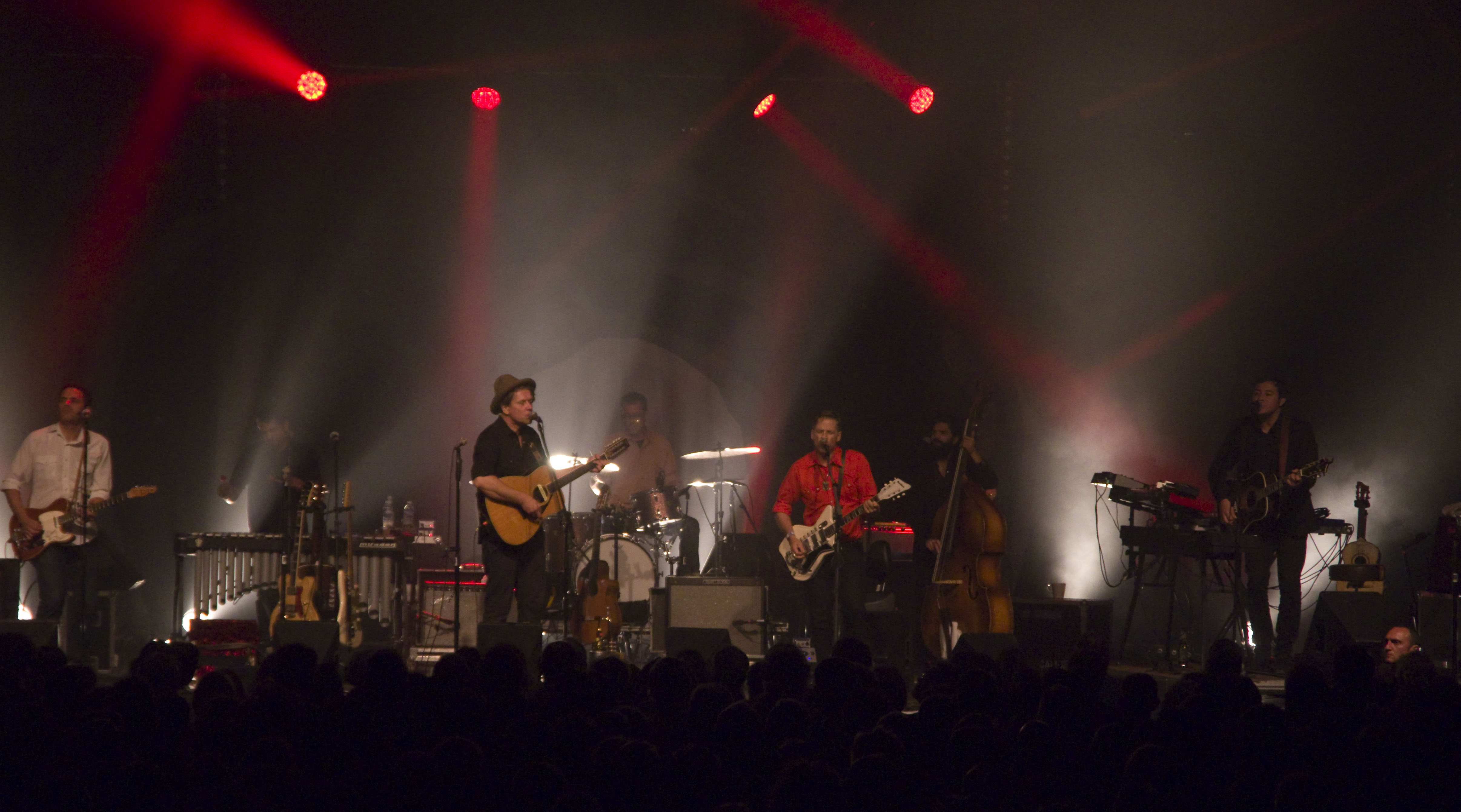
Zelt-Musik-Festival 2016 Friburgo in Brisgovia, Germania

### Origini
La storia dei Calexico ebbe inizio nel 1989, quando Joey Burns, studente di musica all'Università della California, Irvine, conobbe Joey Convertino, il quale suonava la batteria per i Giant Sand di Howe Gelb. Burns si unì al gruppo inizialmente per la tournée europea e, subito dopo, in pianta stabile.
Nel 1994 i Giant Sand si trasferirono a Tucson. In quell'anno, Burns & Convertino formarono, assieme a Bill Elm e l'ex batterista dei Giant Sand Tom Larkins, i "Friends of Dean Martin", successivamente rinominati Friends of Dean Martinez per ragioni di copyright, i quali registrarono il loro primo disco per la Sub Pop nel 1995. Questa formazione fu la scintilla di sperimentazione con strumenti e sonorità esotiche che misero le basi per i lavori futuri dei Calexico. I due fecero anche da turnisti per, tra gli altri, Victoria Williams, Michael Hurley, Lisa Germano, Vic Chesnutt, Bill Janovitz, Barbara Manning e Richard Buckner.

### Inizi
Burns & Convertino iniziarono ad usare il nome Calexico nel 1995 per fare tournée in Europa con del materiale originale, materiale che registrarono in proprio e distribuirono sotto forma di cassetta C60 autoprodotta, ormai introvabile, denominata "Superstition Highway" e contenente ventuno pezzi, alcuni dei quali riediti per pubblicazioni successive.
Nel 1996 realizzarono un album a tiratura di duemila copie oggi difficilmente reperibile, Spoke, a nome degli "Spoke" per una etichetta tedesca, la Hausmusik. L'album venne poi riedito l'anno seguente a nome degli ormai formati Calexico, a causa del contratto firmato con l'etichetta statunitense Quarterstick Records.
Il nome venne scelto ispirandosi alla commistione di generi musicali nord/sud americani che mettevano nei propri brani, ben rappresentata dall'omonima cittadina californiana situata al confine con il Messico e di fronte alla città di Mexicali.
Nel 1998 pubblicano il secondo album The Black Light mentre durante il tour del 1999, pubblicano il primo "Tour CD", erede evoluto della musicassetta "Superstition Highway", distribuito tramite i loro concerti e chiamato Road Map.
Il 2000 porta il terzo album distribuito normalmente, Hot Rail, che inaugura l'uso di violini e fiati, ma anche un altro tour CD di nome Travelall e la partecipazione ad un album dei Giant Sand, Chore of Enchantment. Alla fine del 2000, Burns & Convertino concretizzano una collaborazione con i musicisti francesi Naïm Amor e Thomas Belhôm, battezzata ABBC (Amor/Belhom/Burns/Convertino) e che produce l'album "Tête A Tête" del 2001. Sempre nel 2001, pubblicano un EP (Even My Sure Things Fall Through) che contiene lati B e rarità. Questo disco si avvale del contributo dei "Mariachi Luz de Luna". Esce anche il terzo tour CD Aerocalexico.

### Maturità

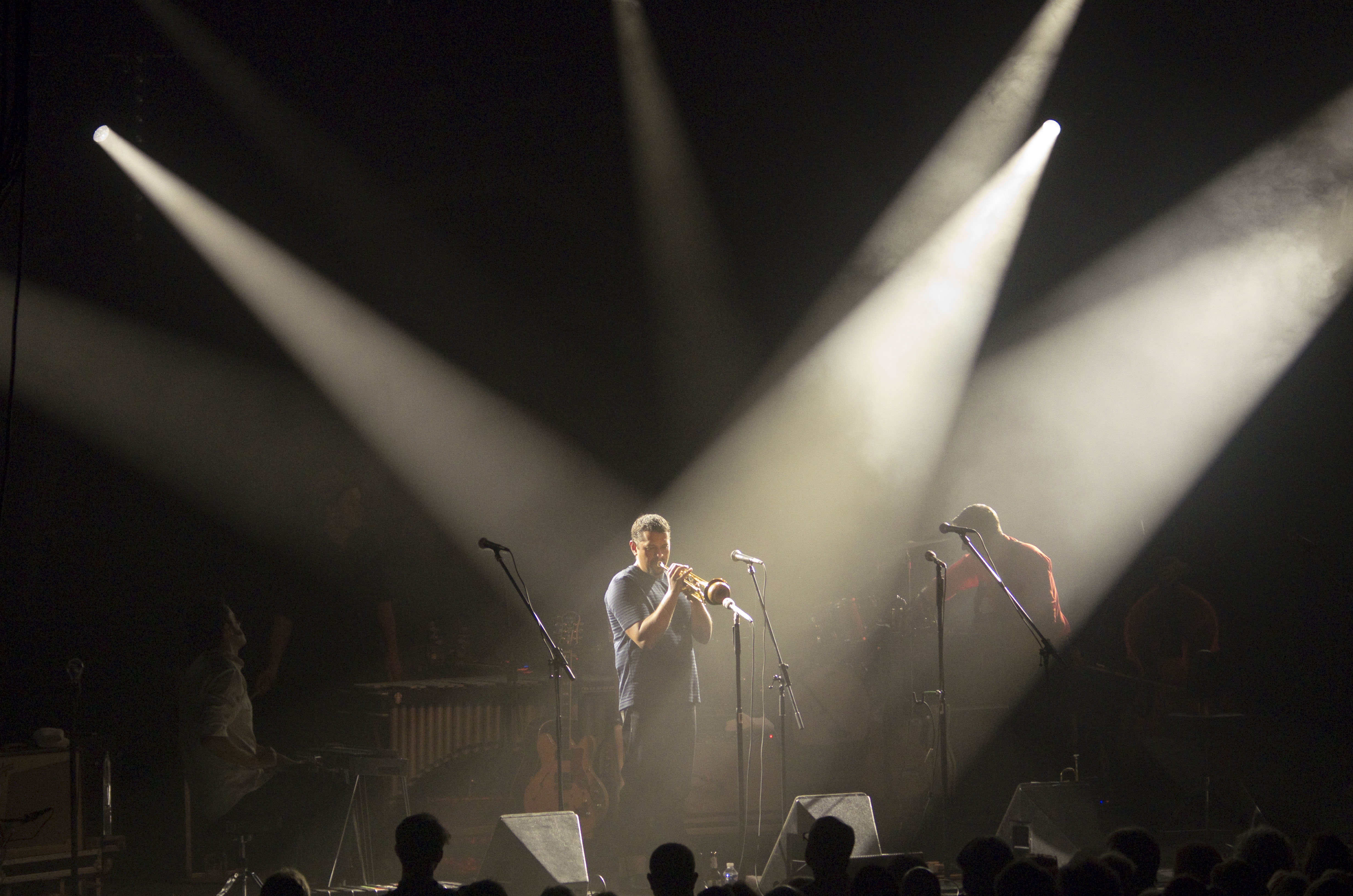
Zelt-Musik-Festival 2016

Le produzioni, le tournée e i progetti dei prolifici Calexico si susseguono e così i riconoscimenti. Nel 2009 il loro brano "Banderilla" compare in una puntata di Breaking Bad. Nel 2010, l'avvocato e politico Gabrielle Giffords scelse la canzone "Slowness" come musica per la sveglia del proprio marito e astronauta Mark Kelly, mentre si trovava sullo Space Shuttle Endeavour. Il loro disco del 2018, The Thread That Keeps Us esordì nella classifica italiana al 60º posto.

### Per il cinema
I Calexico hanno collaborato alla realizzazione di alcune colonne sonore tra cui il film tedesco Lammbock (2001), Dead Man's Shoes (2004), Io non sono qui (2007) e il documentario Circo (2010), che racconta tre generazioni di una famiglia circense messicana.

## Formazione
- Joey Burns - voce, chitarra
- Jairo Zavala Ruiz - chitarra, steel guitar
- Scott Colberg - basso, contrabbasso
- John Convertino - batteria, percussioni
- Jacob Valenzuela - tastiere, tromba, vibrafono
- Martin Wenk - fisarmonica, chitarra, sintetizzatore, tromba, vibrafono
- Sergio Mendoza – tastiere, percussioni

## Discografia

### Album in studio
- 1995 - Superstition Highway (Musicassetta autoprodotta e autodistribuita)
- 1997 - Spoke
- 1998 - The Black Light
- 1999 - Road Map (Tour CD)
- 2000 - Hot Rail
- 2000 - Travelall (Tour CD)
- 2001 - Aerocalexico (Tour CD)
- 2003 - Feast of Wire
- 2005 - The Book and the Canal (Tour CD)
- 2006 - Garden Ruin
- 2007 - Toolbox (Tour CD)
- 2008 - Carried to Dust
- 2012 - Algiers
- 2015 - Edge of the Sun
- 2018 - The Thread That Keeps Us
- 2019 - Years to Burn (con Iron & Wine)
- 2020 - Seasonal Shift
- 2022 - El MIrador

### Live
- 2002 - Scraping (Tour CD)
- 2009 - Ancienne Belgique, Live In Brussels 2008
- 2013 - Ancienne Belgique Vol.2, Live in Brussels 2012
- 2013 - Spiritoso
- 2015 - Ancienne Belgique Vol.3

### Colonne sonore
- 2010 - Circo (documentario)
- 2011 - Un poliziotto da happy hour
- 2004 - Dead Man's Shoes - Cinque giorni di vendetta (3 brani)

### Collaborazioni
- 2000 - Tête à Tête come ABBC (Amor Belhom Burns and Convertino)
- 2005 - In the Reins con Iron & Wine (EP)

### Raccolte
- 2011 - Road Atlas 1998-2011 (cofanetto)
- 2011 - Selections from Road Atlas 1998-2011

### EP
- 2000 - Descamino
- 2001 - Even My Sure Things Fall Through
- 2004 - Convict Pool
- 2004 - Black Heart
- 2006 - ITunes Live Session
- 2013 - Maybe On Monday EP

### DVD
- 2004 - World Drifts In: Live at the Barbican
- 2009 - Live From Austin TX